# Oreshura
Ore no kanojo to osananajimi ga shuraba sugiru (俺の彼女と幼なじみが修羅場すぎる? lett. "La mia fidanzata e la mia amica d'infanzia si azzuffano troppo spesso"), altresì nota come Oreshura (俺修羅?), è una serie di light novel scritta da Yūji Yūji e illustrata da Ruroo. Diciotto volumi sono stati pubblicati dalla SB Creative, sotto l'etichetta GA Bunko, tra il 15 febbraio 2011 e il 15 febbraio 2022. L'opera è stata adattata in quattro manga e in un anime, prodotto dallo studio A-1 Pictures e trasmesso in Giappone tra il 6 gennaio e il 31 marzo 2013.

## Trama
Eita Kidō frequenta il liceo con l'obiettivo di accedere alla facoltà di medicina e, per mantenere i suoi voti alti, decide di evitare qualsiasi cosa abbia a che fare con amore o romanticismo. Tuttavia un giorno Masuzu Natsukawa, la ragazza più bella della scuola, lo invita a tornare a casa insieme. Pur essendole stata declinata l'offerta, Masuzu insiste per giorni a fargli sempre la stessa richiesta, finché alla fine Eita si arrende e accetta. La ragazza gli svela dunque la verità: stanca di ricevere confessioni ogni giorno, desidera formare una finta coppia con lui per far desistere i corteggiatori. Eita prova a rifiutare, ma Masuzu lo ricatta in cambio della sua collaborazione. La notizia del fidanzamento si diffonde in fretta nella scuola e così l'amica d'infanzia di Eita, Chiwa Harusaki, inizia a confrontarsi con Masuzu per l'affetto del ragazzo.

## Personaggi

I personaggi principali (da sinistra verso destra): Himeka, Chiwa, Eita, Masuzu e Ai

Eita Kidō (季堂 鋭太?, Kidō Eita)
Doppiato da: Junji Majima (drama-CD), Ryōta Ōsaka (anime)
Il protagonista della serie che mira ad accedere alla facoltà di medicina dopo il liceo. Studia molto duramente e grazie al suo impegno si colloca sempre ai primi posti agli esami scolastici. Diffida dell'amore e dei rapporti romantici a causa del divorzio dei suoi genitori, che hanno trovato dei nuovi amanti e lo hanno abbandonato quando era ancora alle scuole medie. Alle medie era solito avere dei deliri adolescenziali, definendosi addirittura il "Burning Fighting Fighter" (lett. "combattente del combattimento infuocato"). Tuttavia il divorzio dei suoi genitori e l'incidente di Chiwa gli fecero poi abbandonare le sue fantasie e rifiutare il romanticismo, per puntare invece a diventare un dottore e trovare una cura alla ferita della sua amica d'infanzia. Ogni tanto comunque perde il controllo e i suoi deliri adolescenziali tornano a galla.
Masuzu Natsukawa (夏川 真涼?, Natsukawa Masuzu)
Doppiata da: Chiwa Saitō (drama-CD), Yukari Tamura (anime)
La "fidanzata" di Eita dai lunghi capelli biondo platino. È una compagna di classe di Eita che ha trascorso nove anni all'estero. È considerata la più bella della scuola e per questo motivo è costretta a rifiutare continuamente le numerose dichiarazioni dei suoi spasimanti. Proprio come Eita, odia il romanticismo e per questo motivo sfrutta il suo diario, pieno di ricordi imbarazzanti, per ricattarlo e fargli fingere di essere il suo ragazzo. Alla fine non si accorge che pian piano si è innamorata di Eita e mostra spesso gelosia quando questi parla con altre ragazze. Quando non c'è Eita si comporta in maniera sfacciata e fredda, ma quando si ritrova insieme a lui, ama essere perfida e subdola, utilizzando giochi di parole per ingannarlo. La sua famiglia vive in Svezia e non ha mai avuto buoni rapporti con suo padre, che è stato la causa di questa sua personalità contorta. È la fondatrice di un club per ragazze su come diventare popolari e, come Chiwa, è una pessima cuoca. È anche una grande appassionata de Le bizzarre avventure di JoJo e cita spesso alcune scene del manga. In quanto fidanzata ufficiale di Eita, Chiwa, Himeka e Ai di solito uniscono le forze contro di lei quando si battono per il ragazzo. In passato suo padre la portò via da sua madre per sfruttarla in modo da entrare nell'alta società. Tuttavia, a causa di ciò, Masuzu era costretta a fingere e a non essere se stessa la maggior parte del tempo, cosa che la fece soffrire da allora di una crisi di identità.
Chiwa Harusaki (春咲 千和?, Harusaki Chiwa)
Doppiata da: Aki Toyosaki (drama-CD), Chinatsu Akasaki (anime)
L'amica d'infanzia di Eita dal comportamento un po' maschiaccio. Viene chiamata spesso dai suoi amici "Chiwawa" (chihuahua) a causa del suo fisico minuto e dei suoi capelli corti raccolti a doppia coda di cavallo che assomigliano alle orecchie di un cagnolino. Ha frequentato il club di kendō dalle elementari fino a un incidente stradale che le provocò una brutta lesione e che spinse Eita a perseguire la carriera medica in modo da curarla appieno. Non è il tipo di ragazza che si arrende facilmente e infatti litiga spesso con Masuzu per le attenzioni di Eita. Ama mangiare e le piace soprattutto la carne, ma non è una brava cuoca. Tuttavia nelle light novel inizia a migliorare le sue qualità culinarie per Eita. Non le piace vedere altre ragazze che si avvicinano ad Eita, ma diventa facilmente loro amica. Nonostante non possa più praticare il kendo a livelli avanzati, non ha perso la sua abilità in questo sport.
Himeka Akishino (秋篠 姫香?, Akishino Himeka)
Doppiata da: Hisako Kanemoto
L'"ex-fidanzata" di Eita che ha una cotta unilaterale per lui. Anche lei ha dei deliri adolescenziali e crede che nella sua vita passata fosse la cosiddetta "Burning Princess Saint Dragon Lady of Dawn" (lett. "principessa infuocata del santo drago, signora dell'alba"). Dopo aver visto Eita perdere il controllo e rivelare alcune delle sue fantasie del passato, si è convinta che lui fosse il suo compagno nella loro vita passata. Tuttavia, quando Himeka non è preda dei suoi deliri adolescenziali, si rivela essere una ragazzina molto silenziosa che risponde agli altri solo annuendo. Le altre ragazze l'hanno soprannominata "principessa" (姫?, hime, abbreviazione del suo nome Himeka). Dopo aver sentito la falsa storia di Ai riguardo ai suoi rapporti sentimentali al college, ha iniziato a chiamarla "maestra d'amore".
Ai Fuyuumi (冬海 愛衣?, Fuyuumi Ai)
Doppiata da: Ai Kayano
La "fidanzata ufficiale" di Eita. È una sua amica d'infanzia che lo ha conosciuto un anno prima che incontrasse Chiwa e che ha fatto ritorno in città solo di recente. In quanto membro del comitato studentesco, ha tentato di fermare le attività del club di Chiwa e Masuzu a causa del loro infrangimento delle regole, ma in seguito ha finito per unirsi al club con l'obiettivo di riconquistare Eita. Ai tempi dell'asilo si è confessata ad Eita e i due si sono fidanzati firmando persino un atto di matrimonio improvvisato. Tuttavia nessun altro ne è a conoscenza ad eccezione di Kaoru. Fantastica spesso su lei ed Eita che diventano una coppia e possiede un diario proprio come lui. Ha anche mentito alle altre ragazze, dichiarando di avere già avuto un fidanzato e con questa bugia si è guadagnata il soprannome di "Love Master" datole da Himeka.
È la terza classificata negli esami scolastici ed è molto ligia alle regole, tanto che anche quando è fuori scuola indossa solitamente l'uniforme.
Saeko Kiryū (桐生 冴子?, Kiryū Saeko)
Doppiata da: Kaori Nazuka
La zia di Eita che vive insieme a lui. Si è presa cura di lui sin da quando i suoi genitori hanno divorziato. Lavora per un'azienda di videogiochi che produce in particolar modo giochi bishōjo, perciò è un'esperta nel campo e fa spesso analogie al mondo reale legate alla situazione del nipote col suo gruppetto di spasimanti. È una maniaca del lavoro che può sopravvivere a lunghi periodi di tempo senza dormire. Nonostante la loro insistenza, capisce subito che Eita e Masuzu non sono una coppia semplicemente guardandoli. Avverte anche Eita di stare attento ai suoi rapporti con le ragazze, tanto che gli consiglia persino come separarsi dalle altre nel caso in cui ne scelga una.
Kaoru Asoi (遊井 カオル?, Asoi Kaoru)
Doppiata da: Risa Taneda
Una compagna di classe di Eita e sua migliore amica che siede vicino a lui finché non avviene il cambio di posto. Conosce Ai sin dalle scuole elementari e la chiama A-chan. Sebbene inizialmente sembri essere un maschio, durante il corso della storia viene suggerito che possa essere una ragazza oppure che sia semplicemente interessato ad Eita. Nelle light novel viene infine rivelato che è una ragazza.
Mana Natsukawa (夏川 真那?, Natsukawa Mana)
Doppiata da: Nao Tōyama
È la sorella minore di Masuzu. Viene accompagnata dalla sua guardia del corpo ogni volta che viene vista. Desidera che sua sorella faccia ritorno in Svezia e riferisce le attività di Masuzu al loro padre. Anche se il suo rapporto con Masuzu non sembra essere dei migliori, vuole davvero bene a sua sorella.
Miharu Misora (美空 美晴?, Misora Miharu)
È un personaggio che appare nel manga spin-off Ore no kanojo to osananajimi ga shuraba sugiru+H. È la figlia del preside di una scuola media che prova ad attirare l'attenzione di Eita.

## Media

### Light novel
La serie di light novel è stata scritta da Yūji Yūji con le illustrazioni di Ruroo. Il primo volume è stato pubblicato dalla SB Creative, sotto l'etichetta GA Bunko, il 15 febbraio 2011 e al 15 febbraio 2022 ne sono stati messi in vendita in tutto diciotto. Un volume spin-off, numerato 6.5, è stato pubblicato il 15 febbraio 2013.
| Nº  | Data di prima pubblicazione                | Data di prima pubblicazione                                                              | Data di prima pubblicazione |
| Nº  | Giapponese                                 | Giapponese                                                                               |                             |
| --- | ------------------------------------------ | ---------------------------------------------------------------------------------------- | --------------------------- |
| 1   | 15 febbraio 2011                           | ISBN 978-4-7973-6396-8                                                                   |                             |
| 2   | 15 giugno 2011                             | ISBN 978-4-7973-6561-0                                                                   |                             |
| 3   | 15 settembre 2011                          | ISBN 978-4-7973-6678-5                                                                   |                             |
| 4   | 15 dicembre 2011                           | ISBN 978-4-7973-6815-4                                                                   |                             |
| 5   | 15 luglio 2012 (ed. regolare & limitata)   | ISBN 978-4-7973-6971-7 (ed. regolare) ISBN 978-4-7973-6972-4 (ed. limitata)              |                             |
| 6   | 15 gennaio 2013                            | ISBN 978-4-7973-7284-7                                                                   |                             |
| 6.5 | 15 febbraio 2013                           | ISBN 978-4-7973-7285-4                                                                   |                             |
| 7   | 15 febbraio 2014                           | ISBN 978-4-7973-7555-8                                                                   |                             |
| 8   | 15 luglio 2014 (ed. regolare & limitata)   | ISBN 978-4-7973-7735-4 (ed. regolare) ISBN 978-4-7973-7734-7 (ed. limitata con drama-CD) |                             |
| 9   | 15 gennaio 2015                            | ISBN 978-4-7973-8264-8                                                                   |                             |
| 10  | 15 dicembre 2015                           | ISBN 978-4-7973-8324-9                                                                   |                             |
| 11  | 15 giugno 2016                             | ISBN 978-4-7973-8751-3                                                                   |                             |
| 12  | 15 novembre 2016 (ed. regolare & limitata) | ISBN 978-4-7973-8829-9 (ed. regolare) ISBN 978-4-7973-8830-5 (ed. limitata con drama-CD) |                             |
| 13  | 15 settembre 2017                          | ISBN 978-4-7973-9153-4                                                                   |                             |
| 14  | 14 maggio 2020                             | ISBN 978-4-8156-0621-3                                                                   |                             |
| 15  | 16 settembre 2020                          | ISBN 978-4-8156-0754-8                                                                   |                             |
| 16  | 12 marzo 2021                              | ISBN 978-4-8156-0755-5                                                                   |                             |
| 17  | 14 settembre 2021                          | ISBN 978-4-8156-1074-6                                                                   |                             |
| 18  | 15 febbraio 2022                           | ISBN 978-4-8156-1075-3                                                                   |                             |

### Manga
Un adattamento manga, disegnato da Nanasuke, è stato serializzato tra i numeri di luglio 2011 ed aprile 2014 della rivista Gangan Joker della Square Enix. Sette volumi tankōbon sono stati pubblicati tra il 15 dicembre 2011 e il 22 aprile 2014.
| Nº | Data di prima pubblicazione | Data di prima pubblicazione | Data di prima pubblicazione |
| Nº | Giapponese                  | Giapponese                  |                             |
| -- | --------------------------- | --------------------------- | --------------------------- |
| 1  | 15 dicembre 2011            | ISBN 978-4-7575-3433-9      |                             |
| 2  | 21 aprile 2012              | ISBN 978-4-7575-3571-8      |                             |
| 3  | 14 luglio 2012              | ISBN 978-4-7575-3656-2      |                             |
| 4  | 22 dicembre 2012            | ISBN 978-4-7575-3833-7      |                             |
| 5  | 22 giugno 2013              | ISBN 978-4-7575-3990-7      |                             |
| 6  | 22 ottobre 2013             | ISBN 978-4-7575-4093-4      |                             |
| 7  | 22 aprile 2014              | ISBN 978-4-7575-4287-7      |                             |

Un manga yonkoma, disegnato da Marimo ed intitolato Ore no kanojo to osananajimi ga shuraba sugiru 4-koma (俺の彼女と幼なじみが修羅場すぎる4コマ?), è stato serializzato sulla rivista Young Gangan della Square Enix tra il 21 ottobre 2011 e il 5 aprile 2013. La serie è stata raccolta in due volumi tankōbon, pubblicati rispettivamente il 14 luglio 2012 e il 12 gennaio 2013.
| Nº | Data di prima pubblicazione | Data di prima pubblicazione | Data di prima pubblicazione |
| Nº | Giapponese                  | Giapponese                  |                             |
| -- | --------------------------- | --------------------------- | --------------------------- |
| 1  | 14 luglio 2012              | ISBN 978-4-7575-3658-6      |                             |
| 2  | 12 gennaio 2013             | ISBN 978-4-7575-3851-1      |                             |

Un terzo manga, illustrato da Shinya Inase ed intitolato Ore no kanojo to osananajimi ga shuraba sugiru+H (俺の彼女と幼なじみが修羅場すぎる+H?), è stato serializzato sul Big Gangan della Square Enix tra il 25 ottobre 2011 e il 25 ottobre 2012. Due volumi sono stati pubblicati il 14 luglio e il 22 dicembre 2012.
| Nº | Data di prima pubblicazione | Data di prima pubblicazione | Data di prima pubblicazione |
| Nº | Giapponese                  | Giapponese                  |                             |
| -- | --------------------------- | --------------------------- | --------------------------- |
| 1  | 14 luglio 2012              | ISBN 978-4-7575-3657-9      |                             |
| 2  | 22 dicembre 2012            | ISBN 978-4-7575-3850-4      |                             |

Un quarto ed ultimo manga, disegnato da Mutsutake ed intitolato Ore no kanojo to osananajimi ga shuraba sugiru ai (俺の彼女と幼なじみが修羅場すぎる 愛?), è stato serializzato sul Big Gangan tra il 25 dicembre 2012 e il 24 agosto 2013. I capitoli sono stati raccolti in un unico volume tankōbon, pubblicato il 22 ottobre 2013.
| Nº | Data di prima pubblicazione | Data di prima pubblicazione | Data di prima pubblicazione |
| Nº | Giapponese                  | Giapponese                  |                             |
| -- | --------------------------- | --------------------------- | --------------------------- |
| 1  | 22 ottobre 2013             | ISBN 978-4-7575-4094-1      |                             |

Un'antologia di manga è stata pubblicata dalla Square Enix il 22 marzo 2013.
| Nº | Data di prima pubblicazione | Data di prima pubblicazione | Data di prima pubblicazione |
| Nº | Giapponese                  | Giapponese                  |                             |
| -- | --------------------------- | --------------------------- | --------------------------- |
| 1  | 22 marzo 2013               | ISBN 978-4-7575-3907-5      |                             |

### Drama-CD
La Hobirecords ha pubblicato due drama-CD rispettivamente il 29 luglio e il 28 ottobre 2011.

### Internet radio
Una trasmissione radiofonica, intitolata Shuraba Radio, è andata in onda sulla Internet radio, ospitata dalla Hobirecords, dal 28 aprile 2011. Lo spettacolo è stato presentato da Chiwa Saitō e Junji Majima ed è stato trasmesso a puntate irregolari. Una seconda trasmissione radiofonica, stavolta condotta da Chinatsu Akasaki ed Ai Kayano, ha avuto inizio nel dicembre 2012.

### Anime
Una serie televisiva anime, prodotta dalla A-1 Pictures e diretta da Kanta Kamei, è andata in onda sulle televisioni giapponesi dal 6 gennaio al 31 marzo 2013. Le sigle di apertura e chiusura sono rispettivamente Girlish Lover di Chinatsu Akasaki, Yukari Tamura, Hisako Kanemoto e Ai Kayano e W:Wonder Tale di Yukari Tamura. In America del Nord le puntate sono state trasmesse in streaming in contemporanea col Giappone sul sito ufficiale di Crunchyroll.

#### Episodi
| Nº | Titolo italiano (traduzione letterale) Giapponese 「Kanji」 - Rōmaji                                                                          | In onda          | In onda |
| Nº | Titolo italiano (traduzione letterale) Giapponese 「Kanji」 - Rōmaji                                                                          | Giapponese       |         |
| 1  | L'inizio della mia vita scolastica è un campo di battaglia 「高校生活のスタートは修羅場」 - Kōkō seikatsu no sutāto wa shuraba                | 6 gennaio 2013   |         |
| 2  | Formare un nuovo club è un campo di battaglia 「新しい部を結成して修羅場」 - Atarashii bu o kessei shite shuraba                              | 13 gennaio 2013  |         |
| 3  | Le lacrime di un'amica d'infanzia sono un campo di battaglia 「幼なじみの涙で修羅場」 - Osananajimi no namida de shuraba                      | 20 gennaio 2013  |         |
| 4  | Litigare per un ragazzo è un campo di battaglia 「男の戦いは修羅場」 - Otoko no tatakai wa shuraba                                            | 27 gennaio 2013  |         |
| 5  | La verità dietro una lettera d'amore è un campo di battaglia 「ラブレターの真相は修羅場」 - Rabu retā no shinsō wa shuraba                    | 3 febbraio 2013  |         |
| 6  | Un mondo grigio squarciato da un campo di battaglia 「灰色の世界を切り裂く修羅場」 - Haiiro no sekai o kirisaku shuraba                       | 10 febbraio 2013 |         |
| 7  | Nonostante le lezioni estive c'è un campo di battaglia 「夏期講習なのに修羅場」 - Kaki kōshū nanoni shuraba                                   | 17 febbraio 2013 |         |
| 8  | Un doppio appuntamento al cinema si trasforma in un campo di battaglia 「映画館Wデートで修羅場」 - Eigakan W dēto de shuraba                  | 24 febbraio 2013 |         |
| 9  | Le promesse che tornano a perseguitarti sono un campo di battaglia 「よみがえる約束は修羅場」 - Yomigaeru yakusoku wa shuraba                 | 3 marzo 2013     |         |
| 10 | Gli incontri del ritiro estivo sono un campo di battaglia 「夏合宿の会議で修羅場」 - Natsu gasshuku no kaigi de shuraba                       | 10 marzo 2013    |         |
| 11 | L'eccitazione della notte prima di un viaggio è un campo di battaglia 「合宿前夜のワクワクは修羅場」 - Gasshuku zen'ya no wakuwaku wa shuraba | 17 marzo 2013    |         |
| 12 | Il risultato di un complotto è un campo di battaglia 「謀略の結末は修羅場」 - Bōryaku no ketsumatsu wa shuraba                                | 24 marzo 2013    |         |
| 13 | Un nuovo mondo portato da un campo di battaglia 「新しい世界への修羅場」 - Atarashii sekai e no shuraba                                       | 31 marzo 2013    |         |